# Леренскуг
Леренскуг (норв. Lørenskog) — комуна у фюльке Акерсгус у Норвегії. Адміністративний центр комуни — місто Сульхейм. Офіційна мова комуни — нейтральна. Населення комуни на 2007 рік становило 31 853 чол. Площа комуни — 70,53 км², код-ідентифікатор — 0230.
У Леренскузі народилися олімпійський чемпіон і багаторазовий чемпіон світу з гірськолижного спорту Аксель Лунд Свіндаль і футболіст збірної Норвегії Джон Кар'ю.

## Інформація

### Назва
Комуна (спочатку цивільний округ) названа на честь старої (і більше не існуючої) ферми Leipheimer. Першим елементом є leirr що означає "глина", і останній елемент — heimr, що означає "садиба" або "ферма". Отже: "ферма, побудована на глинистому ґрунті". Суфікс skógr (що означає "дерево") був доданий пізніше, змінивши значення на "ліси навколо ферми Leirheimr". До 1918 року назва написалася "Lørenskogen".

### Геральдика
Герб Леренскугу датується сучасним часом. Наданий 26 липня 1957 року, на ньому зображене червоне водяне колесо на золотому тлі. Лісопильні заводи, керовані водою, колись були важливою частиною економіки цієї комуни.

## Церква Леренскугу
Церква Леренскугу (Lørenskog kirke) — церква середньовічної епохи. Будівельним матеріалом була цегла і вапняк. Церква датується 1150 р. Вона має прямокутну форму і 140 посадочних місць. У 1608 році церква отримала кафедру. Західна вежа була дерев'яною і побудованою в 1864 році. У вежі висять два церковних дзвони, зроблені в 1874 році. Стіни товщиною в один метр, а камені скріплені вапняним розчином. Зовнішня і внутрішня штукатурка була відремонтована протягом 1600-х і 1700-х років. У 1956 році стару штукатурку зняли, стіни заново обштукатурили і пофарбували. Поточні зовнішні двері, що відкриваються, були вставлені в 1946 році.

## Георгафія
Комуна розташована на сході від столиці Осло, з багатьма основними дорогами, що проходять через неї. Майже всі жителі живуть в північній частині Леренскугу. Південні частини складаються з лісу, в той час як ферми і зернові поля займають простір між ними. Важливий залізничний вокзал — станція Lørenskog, розташований в районі. У межах Леренскугу, Losby відомий своїм водяним колесом, яке представлено в гербі комуни. Заміський гольф-клуб Losby знаходиться на території Леренскугу.

## Село
У 2006-2008 роках робітники відремонтували село Леренскуг (адміністративний центр комуни), також зване "Metro Senter". Цей ремонт включав в себе значно більший торговий центр, автовокзал з автобусами, що йдуть в Осло і з Осло кожні 15 хвилин, станція метро, і нова середня школа Mailand.

## Освіта
В комуні існує сім державних початкових шкіл і чотири громадських середніх шкіл, розташованих в  Kjenn, Hammer, Løkenåsen and Fjellsrud.. Крім того, є дві старші середні школи, а саме Lørenskog Upper Secondary School та Mailand Upper Secondary School.

## Відомі уродженці
- Джон Кар'ю, колишній футболіст
- M2M, колишній попдует
- Юхан-Улаф Косс, колишній ковзаняр
- Поль Гротнес, хокеїст
- Геннінг Берг, футбольний тренер
- Марія Мена, поп-співачка
- Крістіна Вукічевіч, біг з бар'єрами
- Іне Марі Еріксен Сорейде, політик

## Міста-побратими
- Гархінг-бай-Мюнхен, Баварія, Німеччина[8]
- Ярвенпяа, Південна Фінляндія, Фінляндія[9]
- Редовре, Столичний регіон, Данія[10]
- Тебю, Стокгольм, Швеція[11]
- Радеберг, Сксонія, Німеччина